# Stazione di Virle Treponti
La stazione di Virle Treponti fu una fermata della ferrovia Rezzato-Vobarno. Serviva la località Treponti del soppresso comune di Virle Treponti, da cui il nome, appartenente al comune di Rezzato dal 1928.

## Storia
La fermata entrò in funzione successivamente all'apertura della ferrovia Rezzato-Vobarno: è indicata negli orari pubblicati sui giornali solo a partire dal cambio orario del 1º giugno 1898.
Lungo il suo arco di vita, la fermata seguì tutte le vicende societarie della linea ferroviaria: fino al 1904 fu gestita dalla Società Anonima per la ferrovia Rezzato-Vobarno e Valle Sabbia (FRVVS), dal 1904 al 1909 dalla Società Anonima per la Ferrovia Rezzato-Vobarno-Caffaro e quindi dalla provincia di Brescia fino alla prima guerra mondiale, quando l'esercizio passò alle Ferrovie dello Stato (FS). Nel 1921 fu ceduta dalla provincia alla Società Elettrica Bresciana (SEB), che gestiva la rete tranviaria extraurbana di Brescia. Nel 1930 la SEB costituì una nuova società anonima, la Ferrovia Rezzato-Vobarno (FRV), che prese in carico la ferrovia.
Nello stesso periodo, la Tramvie Elettriche Bresciane (TEB), che gestiva la vicina tranvia Brescia-Gargnano a partire dagli anni Venti per conto della SEB, dovette risolvere il problema del transito in sede promiscua della sua linea sulla nuova statale Gardesana Occidentale, in quanto l'Azienda Autonoma delle Strade Statali (AASS) aveva sconsigliato il mantenimento delle tranvie in sede promiscua sulle carrabili di sua competenza. La SEB decise quindi di instradare i tram sulla ferrovia Rezzato-Vobarno sfruttando due punti dove le linee erano vicine: Virle Treponti e Tormini. Si decise di raccordare la fermata di Virle Treponti con la vicina stazione tranviaria di Treponti.
Il 24 agosto 1931 si instradarono i primi tram sulla ferrovia. Il raccordo fu dotato di piazzale composto da due binari gestiti dalla stazione tranviaria di Treponti, per cui la fermata di Virle Treponti fu mantenuta solo per il servizio passeggeri della ferrovia Rezzato-Vobarno. Nel corso della seconda guerra mondiale il servizio ferroviario fu soppresso e la fermata fu disabilitata, rimanendo solo come casa cantoniera per la custodia del vicino passaggio a livello sulla strada Strada statale 11 Padana Superiore.

## Strutture e impianti
La stazione fu dotata di un fabbricato del tipo "casa cantoniera doppia", a pianta rettangolare e con tetto a due spioventi.
Nel 1911, in direzione della stazione di Mazzano risulta presente un raccordo con lo stabilimento Lithos; era controllato dal guardiano della fermata, non essendo protetto da alcun segnale.

## Movimento
La fermata era servita dagli accelerati e dagli omnibus Rezzato-Vobarno Ferriera dalla sua apertura. Il servizio tranviario instradato sulla ferrovia proprio all'altezza di Virle Treponti non impiegò la fermata, in quanto il raccordo fu considerato parte della stazione tranviaria di Treponti.